# Paul Beers
Paulus Jacobus Maria Beers (Den Haag, 9 oktober 1935 – Zennewijnen, 23 januari 2024) was een Nederlands schrijver en literair vertaler. Hij vertaalde vooral Duitse literatuur.

## Loopbaan
Hij was zoon van Sebastiana Helena Arnolda (Jeanne) van Staaij en Everadus Christiaan Maurice Beers.
Zijn middelbare school doorliep hij aan het gymnasium-A in Den Haag. 
Paul Beers studeerde politieke en sociale wetenschappen in Amsterdam en filosofie aan de Universiteit Leiden. Hij zag echter onder invloed van het existentialisme van Jean Paul Sartre en Albert Camus beide studies stranden. Sartre en Camus van wie hij een in zijn ogen deels slechte vertalingen naar Het existentialisme is een humanisme respectievelijk De mythe van Sisyphus las, hielpen hem de vertaalrichting kiezen.  Hij vertaalde de nagenoeg complete werken van Witold Gombrowicz (tussen 1965 en 1983), Ingeborg Bachmann (tussen 1984 en 1991) en Robert Menasse (na 1995). Hij ontving in 2014 de Letterenfonds Vertaalprijs.
Beers was recensent, vertaalde literatuur voor de Volkskrant en Vrij Nederland en was mederedacteur bij de publicatie van het complete werk van Sigmund Freud en Friedrich Nietzsche.
Tijdens zijn militaire diensttijd in 1957-1958 leerde hij alle Sonnetten van de kleine waanzin van Hans Andreus uit zijn hoofd. Hij bracht deze na Andreus’ dood in 1977 vele malen op het podium ten gehore. In het kielzog daarvan gaf hij voordrachten van De Dierenriem van Hendrik Marsman en Het uur U van Martinus Nijhoff.
Paul Beers overleed in januari 2024 op 88-jarige leeftijd.

## Vertalingen
- Robert Menasse, De Europese koerier, essay, 2013 (Dt: Der Europäische Landbote, 2012).
- Ingeborg Bachmann/Paul Celan: Een dramatische liefde: briefwisseling, 2010 (Dt.: Herzzeit: Briefwechsel, 2008).
- Robert Menasse, Don Juan de la Mancha, roman, 2008 (Dt: Don Juan de la Mancha, oder die Erziehung der Lust, 2007).
- Robert Menasse, Kentering, roman, 2003 (Dt.: Schubumkehr, 1995).
- Robert Menasse, De verdrijving uit de hel, roman, 2002 (Dt.: Die Vertreibung aus der Hölle, 2001).
- Martin Heidegger met Rudolf Augstein en Georg Wolff, Alleen nog een God kan ons redden, 2002 (Dt.: Nur noch ein Gott kann uns retten, 1976)
- Erika Mann, Mijn vader de tovenaar: herinneringen en brieven, 2001 (Dt.: Mein Vater, der Zauberer, 1996).
- Sigmund Freud/Carl Gustav Jung, Brieven, 2000, vert. met Wilfred Oranje (Dt.: Briefwechsel, 1974).
- Peter Sloterdijk, Regels voor het mensenpark, essay, 2000 (Dt.: Regeln für den Menschenpark, 1999).
- Peter Sloterdijk, Mediatijd, essays, 1999, vert. met Hans Driessen (Dt.: Der starke Grund, zusammen zu sein, 1998,en Medien-Zeit, 1993).
- Thomas Mann, Roem en verliefdheid: dagboeken 1949-1955, 1999 (Dt.: Tagebücher 1949-1955, 1982-1989).
- Marian Pankowski, De planeet Auschwitz, lotgevallen, 1999 (uit het Fr.: D'Auschwitz à Bergen Belsen, 1998).
- Robert Menasse, Bar hopeloos, roman, 1998 (Dt.: Sinnliche Gewißheit, 1988).
- Marian Pankowski, De les van Simone, verhalen, 1997 (uit het Fr.: Le thé au citron, 1989 en L'or funèbre, 1993)
- Robert Menasse, Zalige tijden, breekbare wereld, roman, 1996 (Dt.: Selige Zeiten, brüchige Welt, 1994).
- Thomas Mann, Duitsland heeft me nooit met rust gelaten: Amerik. dagboek 1940-1948, 1995 (Dt.: Tagebücher 1940-1948, 1982-1989).
- Witold Gombrowicz, Pornografie, roman, 1994 (uit het Dt. en Fr.; oorspr. Po.: Pornografia, 1960).
- Golo Mann, In de schaduw van de tovenaar, 1993 (Dt.: Erinnerungen und Gedanken: ein Jugend in    Deutschland, 1986).
- Ingeborg Bachmann, Frankfurter colleges. Problemen van de hedendaagse literatuur, 1991 {Dt.: Frankfurter Vorlesungen, 1978).
- Marguerite Yourcenar, Als pelgrim en als vreemdeling, essays, 1991, vert. met Judith Moesman (Fr.: En pèlerin et en étranger,1989).
- Marguerite Yourcenar, Wat? De eeuwigheid, autobiografie, 1990 (Fr.: Quoi? L'Éternité, 1988).
- Witold Gombrowicz, De beheksten, roman, 1990 (vert. uit het Fr.; oorspr. Po.: Opetani, 1939).
- Gabriele Wohmann, Een gelukkige dag. 1990.
- Witold Gombrowicz, De verhalen, 1989 (vert. uit het Dt. en Fr.; oorspr. Po.: Bakakaj, 1933/1957).
- Ingeborg Bachmann, Aanroeping van de Grote Beer, gedichten, 1989 (Dt.: Anrufung des Grossen Bären, 1956).
- Ingeborg Bachmann, Tijd in onderpand, gedichten, 1988 (Dt.: Die gestundete Zeit, 1953).
- Hermann Broch, Pasenow of de romantiek, roman, 1988 (Dt.: Pasenow oder die Romantik, 1931).
- Ingeborg Bachmann, Simultaan, verhalen, 1987 (Dt.: Simultan: neue Erzählungen, 1972).
- Ingeborg Bachmann, Het geval Franza, roman, 1987 (Dt.: Der Fall Franza u.a. unvollendete Romane, 1966/1982).
- Witold Gombrowicz, Dagboek 1953-1969, 1986 (vert. uit het Dt. en Fr.; oorspr. Po.: Dziennik, 1971).
- Ingeborg Bachmann, Malina roman, 1985 (Dt.: Malina, 1971).
- Ingeborg Bachmann, Het dertigste jaar, verhalen, 1984 (Dt.: Das dreissigste Jahr: Erzählungen, 1961).
- Witold Gombrowicz, Ferdydurke, roman, 1981 (vert. uit het Dt. en Fr.; oorspr. Po.: Ferdydurke, 1937).
- Marian Pankowski, Beukenootje, verhalen, 1979 (uit het Fr.: Tout près de l'oeil, 1974; titelverhaal uit het Po. met Pzisko Jacobs).
- Marian Pankowski, Matuga komt, roman, 1978 (uit het Po. met Pszisko Jacobs, en uit het Dt.; oorspr. Po.: Matuga idzie, 1959).
- Witold Gombrowicz, Trans-Atlantisch, roman, 1977 (uit het Dt. en Fr.; oorspr. Po.: Trans-Atlantyk, 1953).
- Karl Jaspers, Kleine leerschool van het filosofisch denken, 1973/1995 (Dt.: Kleine Schule des philosopischen Denkens, 1965).
- Dominique de Roux, Gesprekken met Witold Gombrowicz, 1970 (Fr. Entretiens avec Witold Gombrowicz, 1968).
- Witold Gombrowicz, Kosmos, roman, 1968/1977 (vert. uit het Dt. en Fr.; oorspr. Po.: Kosmos, 1965).
- Erich Fromm, Psychoanalyse en religie, 1969 e.v. (Eng.: Psychoanalysis and Religion, 1950).
- Jean-Paul Sartre, Baudelaire, 1966/1999 (Fr.: Baudelaire, 1947).